# Marcellino pane e vino (serie animata)
Marcellino pane e vino (Marcelino Pan y Vino, pubblicato col titolo Marcelino (マルセリーノ?, Maruserīno) in Giappone) è una serie animata del 2000 tratta dal romanzo omonimo dello scrittore spagnolo José María Sánchez Silva, che ha anche ispirato il film Marcellino pane e vino del 1955 con il piccolo Pablito Calvo come protagonista. 
Si tratta di una coproduzione internazionale tra la giapponese Nippon Animation, la francese PMMP TF1, la spagnola VIP TOONS e l'americana Universal Television. La prima stagione composta di 26 episodi è stata prodotta tra il 1999 e il 2000 ed è stata adattata in sette lingue: italiano, tedesco, inglese, francese, spagnolo, portoghese e tagalog.
In seguito la Nippon Animation ha prodotto una seconda serie dell'anime, in 26 episodi nel 2004. Nel 2010 è stata prodotta anche una terza stagione, sempre di 26 episodi.

## Trama
Marcellino è un bambino di cinque anni. Nato in una notte chiamata la notte delle mille lune, che stando alle leggende donava capacità magiche al nascituro consentendogli di parlare con gli animali, era stato subito abbandonato davanti al cancello di un monastero da sua madre, una donna molto povera, durante una terribile tempesta di neve e da quel giorno i monaci come Padre Priore, Fra' Pappina, Fra' Proverbio, Fra' Picchio e Fra' Din Don si erano presi cura di lui. Crescendo, Marcellino scoprirà di avere il potere di comunicare con gli animali e decide di diventare il loro difensore. 
Un giorno, trasgredendo agli ordini dei monaci, Marcellino sale fino nella soffitta del convento a curiosare. Lì trova un uomo appeso ad una croce chiamato Gesù: il bambino non ha idea di chi sia quell'uomo, i monaci non glielo hanno ancora insegnato, e prova compassione per lui. 
Immaginando che abbia fame ogni giorno gli porta di nascosto del pane e del vino che trova nel convento e giorno dopo giorno cresce per Marcellino l'affetto per quell'uomo. Il più grande desiderio di Marcellino è di ritrovare sua madre e lo rivela all'uomo della soffitta, che è ormai diventato un suo grande amico e decide di accontentarlo nel giorno del suo sesto compleanno. La mattina dopo i monaci notano una duplice sparizione: sia il grande crocefisso che avevano riposto in soffitta sia Marcellino sono svaniti nel nulla. 
Nella seconda stagione Marcellino viene riportato in vita da sua madre, che desidera che continui a prendersi cura degli animali. 

## Episodi della prima stagione
Il cartone è stato co-prodotto dal Giappone, dalla Francia e dalla Spagna. 
In Spagna la prima serie è stata trasmessa su TVE dal 15 ottobre 2000 al 14 gennaio 2001, mentre in Francia è stata trasmessa su TF1 a partire dal 29 agosto 2001. Dopo l'interruzione delle festività natalizie, le trasmissioni sono riprese senza rispettare del tutto l'ordine originale delle puntate e di conseguenza la sequenza logica degli avvenimenti.
Esiste inoltre un episodio speciale della durata di 74 minuti, film di montaggio della prima stagione.
| Nº | Titolo italiano                | In onda          | In onda |
| Nº | Titolo italiano                | Italiano         |         |
| 1  | Al convento                    | 22 ottobre 2000  |         |
| 2  | Un amico coraggioso            | 26 dicembre 2000 |         |
| 3  | Il re della foresta            | 29 ottobre 2000  |         |
| 4  | Una bella lezione              | 5 novembre 2000  |         |
| 5  | La mosca africana              | 12 novembre 2000 |         |
| 6  | La gallina dalle uova d'oro    | 19 novembre 2000 |         |
| 7  | La piccola duchessa            | 26 novembre 2000 |         |
| 8  | Un vero gentiluomo             | 3 dicembre 2000  |         |
| 9  | La grande caccia               | 10 dicembre 2000 |         |
| 10 | Gli animali si ribellano       | 17 dicembre 2000 |         |
| 11 | Solo per questa volta          | 24 dicembre 2000 |         |
| 12 | Giovedì                        | 31 dicembre 2000 |         |
| 13 | I frati bambini                | 7 gennaio 2001   |         |
| 14 | Il bandito gentiluomo          | 14 gennaio 2001  |         |
| 15 | Liberi tutti                   | 21 gennaio 2001  |         |
| 16 | Il medico degli animali        | 28 gennaio 2001  |         |
| 17 | Un lupo da salvare             | 4 febbraio 2001  |         |
| 18 | Un mangime pericoloso          | 11 febbraio 2001 |         |
| 19 | La gallina gigante             | 18 febbraio 2001 |         |
| 20 | Una visita tempestosa          | 25 febbraio 2001 |         |
| 21 | La biblioteca segreta          | 4 marzo 2001     |         |
| 22 | Un fantasma per amico          | 11 marzo 2001    |         |
| 23 | Destinazione New York          | 17 marzo 2001    |         |
| 24 | Il nuovo Robinson              | 25 marzo 2001    |         |
| 25 | Il figlio della millesima luna | 1 aprile 2001    |         |
| 26 | Un giorno molto speciale       | 8 aprile 2001    |         |

## Episodi della seconda stagione
La seconda stagione è stata trasmessa in Francia da TF1 nel 2004.
1. Buon compleanno, Marcellino!
2. Arrivano i gitani
3. Una piccola peste
4. Miele miracoloso
5. Marcellino diventa un ometto
6. Ladri al convento
7. Primi giorni di scuola
8. Furto con effetti speciali
9. Salvate Veleto
10. Lieti eventi
11. La notte del meteorite
12. Marina combinaguai
13. Nella terra dei Gutta e dei Gumm
14. Cattive compagnie
15. L'alluvione
16. Lo zoo del duca
17. Don Chisciotte non tradisce
18. Il lenzuolo magico
19. La corrida del duca
20. L'uovo da corsa
21. Nuove scoperte
22. Athalia la sirenetta
23. L'oca della discordia
24. Caccia al cobra
25. Rivalità pericolose
26. Animali da palcoscenico

## Episodi della terza stagione
La terza stagione è stata trasmessa in Francia da TF1 dal 1º settembre 2010 al 1º giugno 2011.
1. Le Mystérieux Saccage
2. Charitable Marcelino
3. Dauphins et Requin
4. Le Golf
5. La Petite Fouine
6. L'Impitoyable Traversée
7. Les Âmes captives
8. New-York : quel cirque
9. Vive la liberté
10. La Pie Pipelette
11. Un goût de Niglou
12. Prise de bec
13. Un réveillon pour tous
14. Chasseur de sable
15. Le Traineau
16. Le chien qui parlait avec ses oreilles
17. Gros poissons, menus fretins
18. Marcelino berger
19. L'Indomptable Labrador
20. Les Aiglons
21. Amour, quand tu nous tiens
22. La Petite Souris
23. La preuve par l'image
24. La Mouette
25. Le Prince et les Grenouilles
26. Akatana

## Doppiatori italiani e personaggi

### Ep. 1 (1° doppiaggio)
- Flavio Aquilone: Marcellino[9]
- Perla Liberatori: Candela[9]
- Oliviero Dinelli: frà Pappina[9]
- Dante Biagioni: frà Proverbio[9]
- Gianni Bersanetti: frà Merlo[9]
- Alessio Cigliano: frà Din Don[9]
- Fabrizio Temperini: Leo[9]
- Paola Majano: Gisella[9]

### St. 1-2
- Alessio Puccio: Marcellino
- Letizia Ciampa: Candela
- Carlo Reali: Padre Priore
- Sergio Tedesco: frà Pappina
- Dario De Grassi: frà Proverbio
- Giorgio Locuratolo: frà Picchio
- Roberto Del Giudice: frà Din Don
- Renato Izzo: Gesù
- Manfredi Aliquò: Gabbiano
- Laura Latini: Tata
- Mauro Bosco: Duca
- Giovanni Petrucci: Piero
- Domitilla D'Amico: Marina
- Edoardo Nevola: Kim
- Vittorio Di Prima: Moroco
- Roberto Draghetti: Leo
- Chiara Salerno: Gisela
- Eugenio Marinelli: Rufus
- Renato Cortesi: Don Diego
- Carmen Onorati: Nurse
- Elio Zamuto: Raf
- Massimo Corizza: Mosca
- Vladimiro Grana: Gourme
- Gerolamo Alchieri: Martin
- Valeria Perilli: Remi
- Pasquale Anselmo: Lupo
- Gino La Monica: Giovedì
- Barbara Castracane: Lola

## Distribuzione

### Edizione italiana
In Italia, il primo episodio è stato distribuito in VHS da Alfadedis Entertainment nell'ottobre 1999, per la serie Le grandi storie animate. Il doppiaggio è stato eseguito dalla B.B. con direzione e dialoghi di Novella Marcucci.
In seguito, le prime due serie sono state trasmesse in Italia da Rai Uno: la prima nel 2001 con il titolo Marcellino pane e vino (e con il primo episodio ridoppiato) e la seconda nel 2006 con il titolo Marcellino, l'amico degli animali, mentre la terza è rimasta inedita. Il doppiaggio è stato effettuato dalla Pumais Due e diretto da Piero Tiberi, che ne ha anche scritto i dialoghi assieme a Paola De Martino, Massimiliano Valerii ed Emanuela D'Amico.